# فيليا دي خيلوكا
بلدية فيليا دي خيلوكا (بالإسبانية: Velilla de Jiloca) هي بلدية تقع في مقاطعة سرقسطة التابعة لمنطقة أراغون شمال شرق إسبانيا.

## الديموغرافيا
بلغ عدد سكان بلدية فيليا دي خيلوكا 99 نسمة عام 2011 (وفقاً للمعهد الوطني الإسباني للإحصاء).
| 130 | 121 | 116 | 109 | 95 | 104 | 99 |